# Жуков, Иван Павлович
Иван Павлович Жуков (январь 1889, деревня Гоняки (Гоняково) Егорьевской волости Бельского уезда Смоленской губернии — 1937, Москва) — советский государственный и партийный деятель. Член РСДРП с 1909. Член ЦК ВКП(б) в 1925—1937. Нарком местной промышленности РСФСР в 1936—1937.

## Биография
Учился 3 года в сельской школе, 1,5 года на вечерних общеобразовательных курсах, 1 год в Лутугинском Народном Университете в Петербурге. До 16 лет жил с родителями и работал в хозяйстве отца. Ученик столярной мастерской. 
В 1909—1915 работал на заводах в Риге и Петербурге. В 1912 г. призван в армию, вскоре демобилизован по болезни. С 1915 г. — профессиональный революционер, партийный, профсоюзный и хозяйственный деятель.
Член РК РСДРП в Петербурге в 1914—1916 годах.
Член Союза деревообделочников в 1916—1917 годах.
Член Петросовета и ВЦИК в 1917—1918.
Председатель Верховного ревтрибунала ВЦИК в Петрограде (1-й состав) до 18 июня 1918 г. , кандидат в члены Верховного ревтрибунала ВЦИК.
В 1918—1921 годах в органах ВЧК.
Комиссар Хозяйственно-материального Управления НКПС РСФСР с июля 1921 г. до мая 1922 г.
Председатель правления Электротреста слабого тока в Ленинграде с мая 1922 до апреля 1928 г.
Председатель СНХ Ленинградской области с апреля 1928 до апреля 1929 г.
Председатель правления Государственного электротреста (ГЭТ) с апреля 1929 г. до января 1930 г.
Председатель правления Всесоюзного электрообъединения (ВЭО) с января 1930 до 1931 г.
Член Президиума ВСНХ СССР с 11 декабря 1929 до 17 января 1932 г.
Начальник Главэнергопрома ВСНХ СССР с 1931 до января 1932 г.
Заместитель наркома тяжелой промышленности СССР с 17 января 1932 до 11 июня 1933 г.
Начальник Главэнергопрома НКТП СССР с января 1932 до июня 1933 г.
Зам. наркома связи СССР с июня 1933 по сент. 1936.
26 января—10 февраля 1934 года делегат XVII съезда ВКП(б) с совещательным голосом.
С 19.10.1936 нарком местной промышленности РСФСР.
Арестован 21 июля 1937 года. 29 октября 1937 года приговорен к высшей мере наказания. Расстрелян 30 октября 1937 года. Похоронен в Москве на Донском кладбище.
Определением ВК ВС СССР от 14 марта 1956 года. реабилитирован.

## Прочие сведения
- 01.06.1956 семье назначена персональная пенсия, см. личное дело в комиссии по персональным пенсиям при СМ СССР (ГАРФ. Ф. 10249. Оп. 4. Д. 4071).[3]

## Награды
- Орден Ленина (9.4.1931).[источник не указан 1472 дня]
- Знак Почетный работник ВЧК-ОГПУ (XV)[3]